# Братя и сестри (сериал, 2006)
„Братя и сестри“ (на английски: Brothers & Sisters) е американски драматичен сериал, въртящ се около семейство Уокър и техния живот в Лос Анджелис, Калифорния. Премиерата му е на 24 септември 2006 г. по ABC след „Отчаяни съпруги“ и се излъчва през неделите. Последният епизод е излъчен на 8 май 2011 г.

## „Братя и сестри“ в България
В България сериалът започва излъчване на 19 март 2009 г. по БНТ 1 в 21:45 с разписание всеки четвъртък, като часът е променлив. От юли се излъчва в сряда и четвъртък обикновено от 20:50. От 15 септември излъчването е преместено в 23:00, като понякога епизодите са с начало след 22:30. Веднага след първи сезон започва втори, който завършва на 21 октомври. Ролите се озвучават от артистите Елена Русалиева, Венета Зюмбюлева, Татяна Захова, Васил Бинев, Борис Чернев от първи до десети епизод, Калин Сърменов от единайсети и Илиян Пенев.
На 2 септември 2011 г. започва повторно излъчване по Fox Life с разписание от вторник до петък от 21:00. На 10 ноември започва трети сезон и завършва на 21 февруари. На 28 февруари започва четвърти сезон, а от четвъртата му седмица премиерите са в събота от 20:00. Той завършва на 11 август, а на 18 август започва последният пети сезон. Разписанието се запазва до 30 ноември, а от 6 декември излъчването е само във вторник. Последният епизод е излъчен на 12 януари 2013 г. Дублажът е на студио Доли и единствено покойният Борис Чернев е заместен от Росен Плосков.